# Isaac I Bagratuní
Isaac I Bagratuní (en armeni Սահակ Ա Բագրատունի) fou un noble armeni del segle iv de la família dels bagràtides.

## Biografia
Senyor de Sper, va succeir al seu probable pare Simbaci II Bagratuní com aspet (mestre de cavalleria) i thagadir (posa-corona) dels reis d'Armènia. Moïse de Khorène el cita dues vegades en la seva Història d'Armènia, la primera l'any 379 i la segona cap al 387.
Fou el pare de :
- probablement de Simbaci III;
- de l'esposa del rei d'Armènia Valarxak.[1]